# Canoa/kayak ai Giochi della XXXII Olimpiade - K2 500 metri femminile
Le gare di velocità K2 500 metri di Tokyo 2020 si svolsero alla Sea Forest Waterway dal 2 al 3 agosto 2021.
Alla competizione presero parte 40 atlete di 16 nazioni.

## Regolamento della competizione
La competizione prevede quattro batterie di qualificazione, due quarti di finale, due semifinali e due finali. Le prime due classificate di ogni batteria di qualificazione e le prime quattro di ogni quarto di finale accedono alle semifinali. Le prime quattro classificate delle semifinali accedono alla finale "A", per l'assegnazione delle medaglie. Le altre partecipanti alle semifinali accedono alla finale "B".

## Programma
| Data                  | Ora (UTC+9) | Turno            |
| --------------------- | ----------- | ---------------- |
| Lunedì 2 agosto 2021  | 11:08       | Batterie         |
| Lunedì 2 agosto 2021  | 13:08       | Quarti di finale |
| Martedì 3 agosto 2021 | 10:23       | Semifinali       |
| Martedì 3 agosto 2021 | 12:46       | Finale           |

## Risultati

### Batterie
Le prime due accedono alle semifinali (SF), le altre ai quarti di finale (QF).

#### Batteria 1
| Pos. | Atleta                                   | Paese    | Tempo    | Note |
| ---- | ---------------------------------------- | -------- | -------- | ---- |
| 1    | Danuta Kozák Dóra Bodonyi                | Ungheria | 1:45.735 | SF   |
| 2    | Kira Stepanova Varvara Baranova          | ROC      | 1:47.874 | SF   |
| 3    | Ana Roxana Lehaci Viktoria Schwarz       | Austria  | 1:48.220 | QF   |
| 4    | Liudmyla Kuklinovska Anastasiia Todorova | Ucraina  | 1:50.733 | QF   |
| 5    | Afef Ben Ismail Khaoula Sassi            | Tunisia  | 2:05.770 | QF   |

#### Batteria 2
| Pos. | Atleta                         | Paese         | Tempo    | Note |
| ---- | ------------------------------ | ------------- | -------- | ---- |
| 1    | Karolina Naja Anna Puławska    | Polonia       | 1:44.606 | SF   |
| 2    | Manon Hostens Sarah Guyot      | Francia       | 1:45.533 | SF   |
| 3    | Li Dongyin Zhou Yu             | Cina          | 1:45.831 | QF   |
| 4    | Alicia Hoskin Teneale Hatton   | Nuova Zelanda | 1:49.832 | QF   |
| 5    | Jaime Roberts Jo Brigden-Jones | Australia     | 1:52.097 | QF   |

#### Batteria 3
| Pos. | Atleta                                | Paese       | Tempo    | Note |
| ---- | ------------------------------------- | ----------- | -------- | ---- |
| 1    | Tamara Csipes Erika Medveczky         | Ungheria    | 1:42.776 | SF   |
| 2    | Volha Khudzenka Maryna Litvinchuk     | Bielorussia | 1:43.377 | SF   |
| 3    | Caroline Arft Sarah Brüßler           | Germania    | 1:48.058 | QF   |
| 4    | Špela Ponomarenko Janić Anja Osterman | Slovenia    | 1:48.509 | QF   |
| 5    | Julie Funch Bolette Nyvang Iversen    | Danimarca   | 1:52.730 | QF   |

#### Batteria 4
| Pos. | Atleta                                | Paese         | Tempo    | Note |
| ---- | ------------------------------------- | ------------- | -------- | ---- |
| 1    | Lisa Carrington Caitlin Regal         | Nuova Zelanda | 1:43.836 | SF   |
| 2    | Sabrina Hering-Pradler Tina Dietze    | Germania      | 1:44.894 | SF   |
| 3    | Alyssa Bull Alyce Wood                | Australia     | 1:45.499 | QF   |
| 4    | Hermien Peters Lize Broekx            | Belgio        | 1:48.137 | QF   |
| 5    | Alanna Bray-Lougheed Madeline Schmidt | Canada        | 1:49.776 | QF   |

### Quarti di finale
Le prime quattro accedono alle semifinali (SF), le altre vengono eliminate.

#### Quarto di finale 1
| Pos. | Atleta                             | Paese         | Tempo    | Note |
| ---- | ---------------------------------- | ------------- | -------- | ---- |
| 1    | Hermien Peters Lize Broekx         | Belgio        | 1:47.649 | SF   |
| 2    | Caroline Arft Sarah Brüßler        | Germania      | 1:48.450 | SF   |
| 3    | Ana Roxana Lehaci Viktoria Schwarz | Austria       | 1:49.777 | SF   |
| 4    | Alicia Hoskin Teneale Hatton       | Nuova Zelanda | 1:50.507 | SF   |
| 5    | Julie Funch Bolette Nyvang Iversen | Danimarca     | 1:52.678 |      |
| 6    | Afef Ben Ismail Khaoula Sassi      | Tunisia       | 2:10.979 |      |

#### Quarto di finale 2
| Pos. | Atleta                                   | Paese     | Tempo    | Note |
| ---- | ---------------------------------------- | --------- | -------- | ---- |
| 1    | Špela Ponomarenko Janić Anja Osterman    | Slovenia  | 1:46.929 | SF   |
| 2    | Alyssa Bull Alyce Wood                   | Australia | 1:47.057 | SF   |
| 3    | Li Dongyin Zhou Yu                       | Cina      | 1:47.471 | SF   |
| 4    | Jaime Roberts Jo Brigden-Jones           | Australia | 1:50.325 | SF   |
| 5    | Alanna Bray-Lougheed Madeline Schmidt    | Canada    | 1:51.862 |      |
| 6    | Liudmyla Kuklinovska Anastasiia Todorova | Ucraina   | 1:53.184 |      |

### Semifinali
Le prime quattro accedono alla finale A (FA), le altre alla finale B (FB).

#### Semifinale 1
| Pos. | Atleta                                | Paese         | Tempo    | Note |
| ---- | ------------------------------------- | ------------- | -------- | ---- |
| 1    | Danuta Kozák Dóra Bodonyi             | Ungheria      | 1:37.912 | FA   |
| 2    | Tamara Csipes Erika Medveczky         | Ungheria      | 1:38.446 | FA   |
| 3    | Manon Hostens Sarah Guyot             | Francia       | 1:38.632 | FA   |
| 4    | Sabrina Hering-Pradler Tina Dietze    | Germania      | 1:38.954 | FA   |
| 5    | Li Dongyin Zhou Yu                    | Cina          | 1:39.404 | FB   |
| 6    | Caroline Arft Sarah Brüßler           | Germania      | 1:39.421 | FB   |
| 7    | Alicia Hoskin Teneale Hatton          | Nuova Zelanda | 1:44.119 | FB   |
| 8    | Špela Ponomarenko Janić Anja Osterman | Slovenia      | dnf      |      |

#### Semifinale 2
| Pos. | Atleta                             | Paese         | Tempo    | Note  |
| ---- | ---------------------------------- | ------------- | -------- | ----- |
| 1    | Lisa Carrington Caitlin Regal      | Nuova Zelanda | 1:36.724 | OB FA |
| 2    | Alyssa Bull Alyce Wood             | Australia     | 1:37.109 | FA    |
| 3    | Volha Khudzenka Maryna Litvinchuk  | Bielorussia   | 1:37.198 | FA    |
| 4    | Karolina Naja Anna Puławska        | Polonia       | 1:37.219 | FA    |
| 5    | Hermien Peters Lize Broekx         | Belgio        | 1:39.046 | FB    |
| 6    | Ana Roxana Lehaci Viktoria Schwarz | Austria       | 1:39.497 | FB    |
| 7    | Kira Stepanova Varvara Baranova    | ROC           | 1:42.069 | FB    |
| 8    | Jaime Roberts Jo Brigden-Jones     | Australia     | 1:42.092 | FB    |

### Finali

#### Finale A
| Pos. | Atleta                             | Paese         | Tempo    | Note |
| ---- | ---------------------------------- | ------------- | -------- | ---- |
|      | Lisa Carrington Caitlin Regal      | Nuova Zelanda | 1:35.785 | OB   |
|      | Karolina Naja Anna Puławska        | Polonia       | 1:36.753 |      |
|      | Danuta Kozák Dóra Bodonyi          | Ungheria      | 1:36.867 |      |
| 4    | Tamara Csipes Erika Medveczky      | Ungheria      | 1:37.114 |      |
| 5    | Alyssa Bull Alyce Wood             | Australia     | 1:37.412 |      |
| 6    | Volha Khudzenka Maryna Litvinchuk  | Bielorussia   | 1:37.647 |      |
| 7    | Manon Hostens Sarah Guyot          | Francia       | 1:40.329 |      |
| 8    | Sabrina Hering-Pradler Tina Dietze | Germania      | 1:42.406 |      |

#### Finale B
| Pos. | Atleta                             | Paese         | Tempo    | Note |
| ---- | ---------------------------------- | ------------- | -------- | ---- |
| 9    | Hermien Peters Lize Broekx         | Belgio        | 1:38.475 |      |
| 10   | Li Dongyin Zhou Yu                 | Cina          | 1:39.790 |      |
| 11   | Caroline Arft Sarah Brüßler        | Germania      | 1:39.953 |      |
| 12   | Ana Roxana Lehaci Viktoria Schwarz | Austria       | 1:40.007 |      |
| 13   | Jaime Roberts Jo Brigden-Jones     | Australia     | 1:41.073 |      |
| 14   | Alicia Hoskin Teneale Hatton       | Nuova Zelanda | 1:41.121 |      |
| 15   | Kira Stepanova Varvara Baranova    | ROC           | 1:44.054 |      |